# کامو (کومونه)
کامو (به ایتالیایی: Camo) یک کومونه در ایتالیا است که در استان کونیو واقع شده‌است. کامو ۳٫۶ کیلومتر مربع مساحت و ۲۱۵ نفر جمعیت دارد.